# Copadichromis borleyi
Espèce
Statut de conservation UICN

 LC  : Préoccupation mineure
Copadichromis borleyi est une espèce de poissons d'eau douce de la famille des Cichlidae. Ce cichlidé fait partie des poissons communément appelés « Haplo » dans le commerce aquariophile.

## Répartition
Ce poisson est endémique du lac Malawi et se rencontre au Malawi, au Mozambique et en Tanzanie.

## Description
Copadichromis borleyi peut mesurer jusqu'à 140 mm de longueur totale.

## Aquariophilie

### Reproduction
Cette espèce est incubatrice buccale maternelle, les femelles gardent les œufs, larves et tout jeunes alevins environ trois semaines, protégés dans leur gueule (sans manger ou en filtrant très légèrement les micro-détritus). Les mâles peuvent se montrer très insistants dès les premières maturités sexuelles des femelles, il est préférable de maintenir cette espèce en groupes de plusieurs individus (au moins en « trio » : un mâle pour deux femelles), de manière à diviser l'agressivité d'un mâle dominant sur plusieurs individus.

### Croisement, hybridation, sélection
Il est impératif de maintenir cette espèce et le genre Copadichromis seul ou en compagnie d'autres espèces, d'autres genres, mais de provenance similaire (lac Malawi), afin d'éviter toute facilité de croisement. Le commerce aquariophile a également vu apparaitre un grand nombre de spécimens provenant d'Asie notamment et aux couleurs variées ou albinos, dues à la sélection, à l'hybridation ou autres procédés.

## Galerie

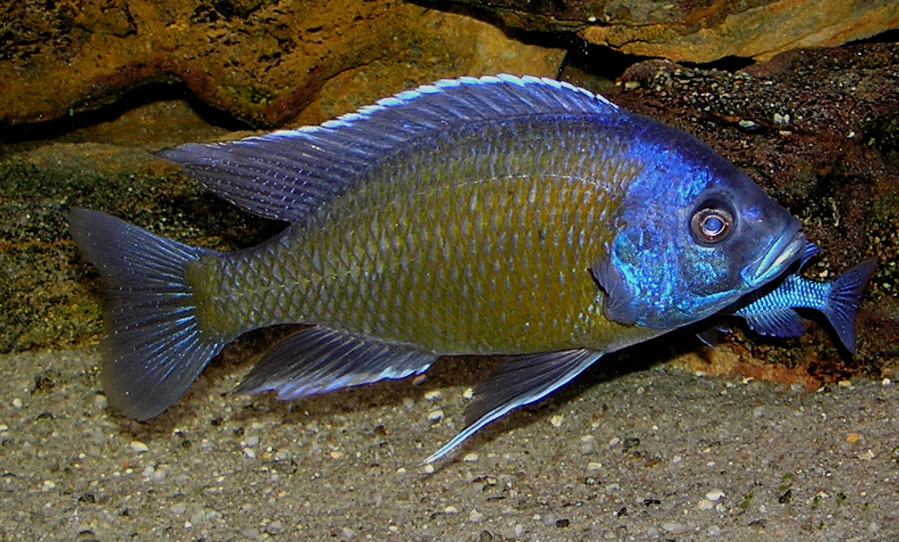
Mâle en aquarium.
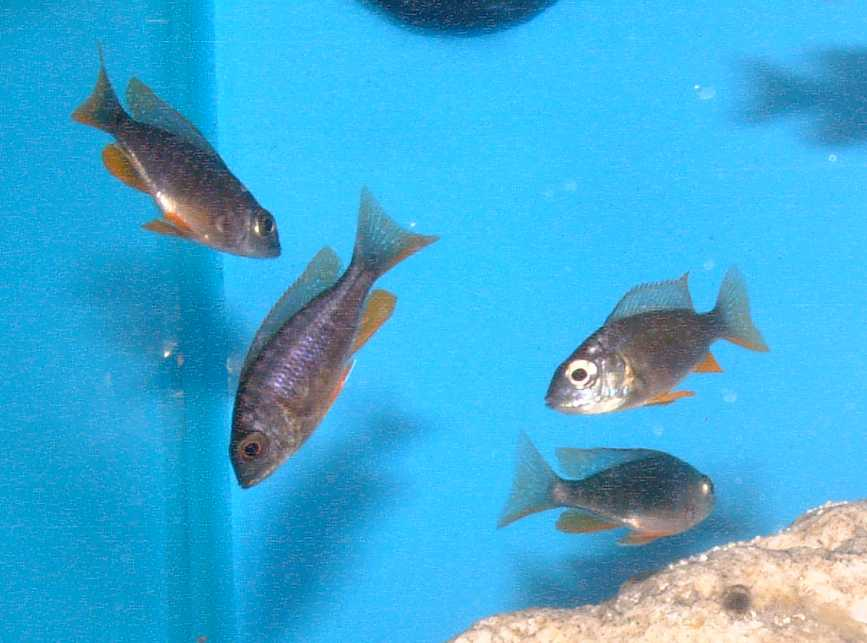
Groupe de jeunes non sexuellement différenciés portant la coloration des femelles.

## Classification
Le nom valide complet (avec auteur) de ce taxon est Copadichromis borleyi (Iles (d), 1960).
L'espèce a été initialement classée dans le genre Haplochromis sous le protonyme Haplochromis borleyi Iles, 1960.
Copadichromis borleyi a pour synonymes :
- Cyrtocara borleyi (Iles, 1960)
- Haplochromis borleyi Iles, 1960

### Étymologie
Son épithète spécifique, borleyi, lui a été donnée en l'honneur de H. John H. Borley, directeur de Game Fish & Tsetse Control Department of Nyasaland au Malawi et membre depuis 1939 de Fishery Survey Team to Lake Malawi.

### Publication originale
- (en) T. D. Iles, « A group of zooplankton feeders of the genus Haplochromis (Cichlidae) in Lake Nyasa », Annals and Magazine of Natural History, Londres, 13e série, vol. 2, no 17,‎ 15 mars 1960, p. 257-280 (ISSN 0374-5481).